# 赤松川
赤松川（あかまつがわ）は、徳島県を流れる那賀川水系の河川である。

## 地理
海部郡美波町赤松字日浦にある八郎山（918.9m）の水源から那賀郡那賀町の那賀川に合流する。
海部山地の八郎山を水源として東流の後、野田地区から流路を西北西に転じて横谷となるが、峠谷は那賀川合流点近くの約0.5kmの間にすぎない。
流水の一部は川口ダム下流右岸の雄地区の灌漑用水を利用するほか、舞ヶ谷蔭畑には取水用の赤松ダムがあり、トンネルにより川口貯水池へ導入している。横谷部は太平洋岸と那賀川沿岸を結ぶ主要交通路である。
川に沿って徳島県道19号阿南鷲敷日和佐線・徳島県道290号日浦野田線が走っている。

## 流域の自治体
徳島県
那賀郡那賀町、海部郡美波町